# Appalachian dulcimer

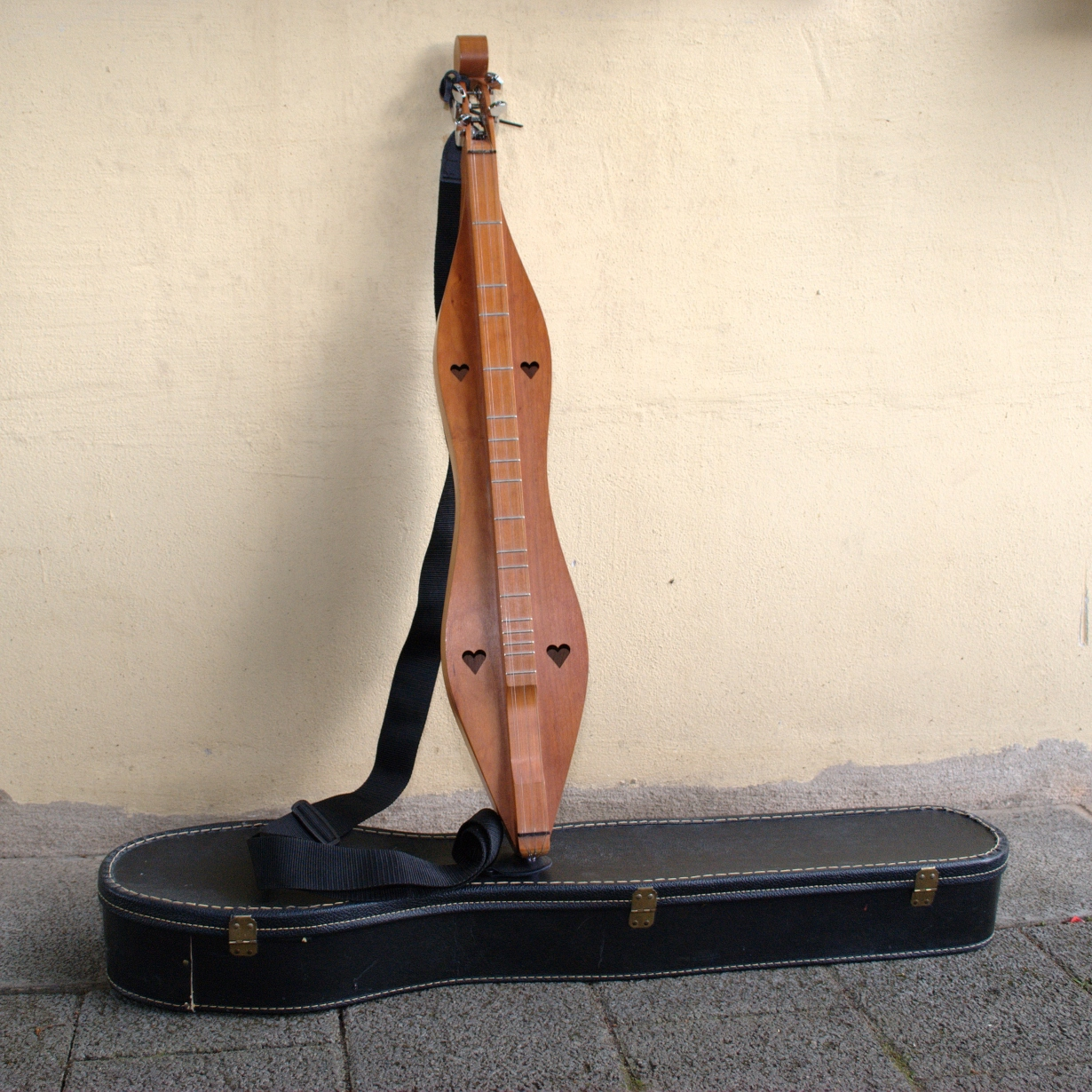
Appalachian dulcimer

Der Appalachian dulcimer (dulcimer, ['dʌlsɪmə], von lateinisch/griechisch dulce melos, „lieblicher Klang“ abgeleitet), auch mountain dulcimer, ist eine in den Vereinigten Staaten gespielte Bordunzither, die mit dem europäischen Scheitholt verwandt ist. Der Name Appalachian dulcimer bezieht sich auf die Ursprungsregion, die Appalachen, und dient zur Unterscheidung vom dulcimer, wie im Englischen allgemein ein Hackbrett genannt wird. Hammered dulcimer ist die US-amerikanische Variante eines trapezförmigen Hackbretts.

## Bauform
Der Appalachian dulcimer gehört zu den Kastenzithern und hat einen flachen Korpus, auf dem das Griffbrett direkt aufgesetzt ist, sowie drei bis fünf Saiten. Die meisten Instrumente sind nur diatonisch bundiert; manche haben auch zusätzliche Bünde für einige Halbtöne, so dass man mehr als eine Tonart spielen kann. Mittlerweile gibt es aber auch Instrumente mit chromatischer Bundierung. Die Stimmung wird deshalb der jeweiligen Melodie angepasst; gängige Stimmungen sind d – a – a (– a), d – a – d′ (– d′) oder d – a – c′ (– c′).

## Herkunft und Verbreitung
Der Appalachian dulcimer kam im Wesentlichen mit den angelsächsischen Einwanderern aus Europa nach Amerika und wurde dort besonders in den Appalachen verbreitet. Verwandte europäische Bordunzithern sind die schwedische Hummel, die französische Épinette des Vosges und der norwegische Langeleik. In den 1960er Jahren wurde der Appalachian dulcimer von der Folkbewegung wiederentdeckt und erfuhr bis Mitte der 1970er Jahre eine Zunahme an Popularität. Er wird vor allem in der Old-Time-, Folk- und Country-Musik und teils in der Mittelaltermusik gespielt. Insbesondere die amerikanische Folkmusikerin Jean Ritchie machte den Dulcimer einem breiten Publikum und vielen anderen Musikern bekannt, die kanadische Musikerin Joni Mitchell hat sich bei mehreren ihrer Songs auf einem Appalachian dulcimer begleitet, so bei A Case of You ihres Albums Blue von 1971. Brian Jones, der Gitarrist der Rolling Stones, spielte 1966 bei I Am Waiting und Lady Jane des Albums Aftermath  einen Appalachian dulcimer.

## Spieltechnik
Beim Spielen liegt das Instrument auf dem Schoß oder vor dem Spieler. Die Saiten werden von oben gegriffen. Die Saiten können wie bei einer Gitarre einzeln gezupft (Finger Picking) oder mit einem Plektrum gleichzeitig angeschlagen werden. Obwohl man auch einfache Akkorde greifen kann, wird die Melodie häufig nur auf der höchsten Saite gespielt und die Basssaiten werden als Bordun benutzt. Verbreitet ist auch eine Abwandlung dieser Spieltechnik, bei der die Melodie auf dem Appalachian dulcimer (ähnlich wie bei einer Slide Guitar) mit einem Bambusstäbchen gespielt wird. Im Unterschied zur Slide Guitar wird das Bambusstäbchen (Noter) jedoch zwischen den Bundstäben aufgesetzt und niedergedrückt. Ein Slidespiel im klassischen Sinn mit Bottlenecks aus Glas oder Messing ist ebenfalls möglich. Diese Spieltechnik ist deshalb besonders interessant, weil sie viele ansonsten auf dem Appalachian dulcimer nicht greifbare Zwischentöne zugänglich macht.